# Борислав Балаћ
Борислав Бора Балаћ (Земун, 1951) српски је позоришни продуцент. До пензионисања 2016. је био стални члан Народног позоришта у Београду од 1976. године.

## Биографија
Рођен је 13. јуна 1951. године у Земуну од оца, гардијског официра Стеве Балаћа, и мајке Драге. Основну и средњу школу завршио је у Земуну. Дипломирао је на Факултету драмских уметности у Београду, смер Продукција сценско уметничке делатности. Крајем 60-тих био је члан "Театра Лево" и драмског културно уметничког друштва "Бранко Радичевић" у Земуну. У то време основао је и трупу без имена, која је под Бориним вођством направила неколико мањих позоришних представа. 
Стално запослење у Народном позоришту у Београду стиче 1976. године, где је између осталог водио пропаганду сцене Народног позоришта у Земуну, био директор маркетинга Народног позоришта у Београду, директор сцене Народног позоришта у Земуну, извршни директор Народног позоришта, оперативни директор Народног позоришта, заменик управника Народног позоришта и главни продуцент. Борислав Балаћ је у Фестивалу монодраме и пантомиме  од 1976. године, најпре као сарадник, а потом је од 1996. до 2011. године био на функцији директора Фестивала, и на ту позицију поново је изабран 2015. године. Борислав Балаћ је извршни продуцент Фестивала „Нови Тврђава театар“ од оснивања (2014). Члан је Асоцијација театарских фестивала.

### Награде
Борислав Балаћ добитник је три велике награде Народног позоришта у Београду за радни допринос овој институцији. Добитник је Златне значке Београда за културу и туризам 1986. за велики културно – умртнички догађај „ Гардошу са љубављу“. Добитник је Златног беочуга за трајни допринос култури Београда. Добитник је и признања Заслужни грађанин Земуна.

### Рад
Као извршни продуцент радио је на великом броју представа у Народном позоришту. Године 1986. и 1987. Борислав је организовао два велика двадесетчетворочасовна догађаја „Гардошу са љубављу“  на коме су учествовали најеминентнији уметници са подручја целе тадашње Југославије и из иностранства (1986) Овај догађај бележио је рекордну посету у то време. У оквиру пројекта „ Гардошу са љубављу“  организовао је и велики концерт групе „Филм“ (1987). Захваљујући и тим активностима, општина Земун је, уз велико залагање др Гојка Беаре, обновила летњу сцену "Гардош", на којој се годинама одвијао и одвија велики број културних манифестација.

## Приватан живот
У слободно време воли да црта и слика, па је 2007. године био у жирију, а 2012. је и отворио земунски Салон карикатуре.
Отац је две ћерке,  Тамаре и Вање.